# Max Tundra
Ben Jacobs, znany pod pseudonimem Max Tundra to brytyjski multiinstrumentalista, producent muzyczny i wokalista muzyki elektroniczny. Do tej pory wydał trzy albumy, które otrzymywały pozytywne recenzje. Oprócz działalności solowej jest członkiem grupy Tunng. Początkiem jego zainteresowania muzyką był otrzymany Commodore Amiga 500.

## Dyskografia

### Albumy
- Some Best Friend You Turned Out to Be (25 kwietnia 2000)
- Mastered by the Guy at the Exchange (2 września 2002)
- Paralax Error Beheads You (20 października 2008)

### Single
- Children At Play (1998)
- Cakes (2000)
- Ink Me (2000)
- QY20 Songs (2001)
- Lysine (2002)
- Cabasa (2003)
- Alphabet Series: M (2006)
- Will Get Fooled Again (2008)
- Which Song (2008)

### Remiksy
- Mogwai - "Helicon 2"
- Kid 606 - "Dandy"
- Janek Schaefer - "Wow"
- The Monsoon Bassoon - "Commando"
- Ruby - "Lilypad"
- Missy Elliott - "The Rain"
- Turin Brakes - "Long Distance"
- Ambulance - "Whindie"
- The Strokes - "Alone, Together"
- Architecture in Helsinki - "The Owls Go"
- Future Pilot AKA - "Mein Nehi Jana"
- The Futureheads - "Decent Days and Nights"
- Shirokuma - "Moonlight in the Afternoon"
- Mystery Jets - "On My Feet"
- Mint Royale - "The Effect On Me"
- Franz Ferdinand - "Do You Want To"
- Pet Shop Boys - "I'm With Stupid"
- Freddie Mercury - "I Was Born to Love You"
- The Futureheads - "Back to the Sea"
- Jack Arel - "Berkenhead School"
- Lily Allen - "LDN"
- Von Südenfed - "Fledermaus Can't Get It"
- Architecture in Helsinki - "Hold Music"
- Tunng - "Bullets"